# De Wildeman (Lemmer)
De Wildeman is een monumentaal pand aan De Schulpen in de Friese plaats Lemmer. Het pand is erkend als rijksmonument.

## Beschrijving
Volgens het jaartal in de topgevel dateert het pand uit 1773. Het gebouwd diende als logement of herberg en in latere tijden als hotel en café-restaurant. Het brede pand heeft op de verdieping zeven venstertraveeën. Op de verdieping is een breed schilddak gebouwd. Aan de voorzijde, recht boven de toegangsdeur, bevindt zich een zogenaamde Vlaamse topgevel. Dit klokgeveltje is rijk voorzien van ornamenten, waaronder een afbeelding van een wildeman. Ook het aan de rechterzijde naastgelegen pand is bij het horecacomplex gevoegd, waardoor de lange voorgevel nog eens verder wordt verlengd met nog drie venstertraveeën.
In 1823 namen Jacob van Lennep en zijn vriend Dirk van Hogendorp tijdens hun voetreis door Nederland hun intrek in de herberg De Wildeman in Lemmer, toen zij daar met de boot vanuit Urk waren gearriveerd. De volgende dag "betaalden zij voor thee, wijn, avondeten, logies en de uitstekende bediening twee gulden per man". Zo'n anderhalf jaar later, in februari 1825, liep het logement gevaar toen onder meer Lemmer getroffen werd door een grote overstroming.
In de jaren dertig van de 20ste eeuw is de oude gevelsteen met de afbeelding van een wildeman uit de gevel gevallen en onherstelbaar beschadigd. In 1939 werd er een nieuwe gevelsteen geplaatst, vervaardigd door de Lemster blokmaker M. Visser.
Op 10 juli 2014 is De Wildeman opnieuw geopend als horecavoorziening. Sinds 2011 stond het pand leeg.

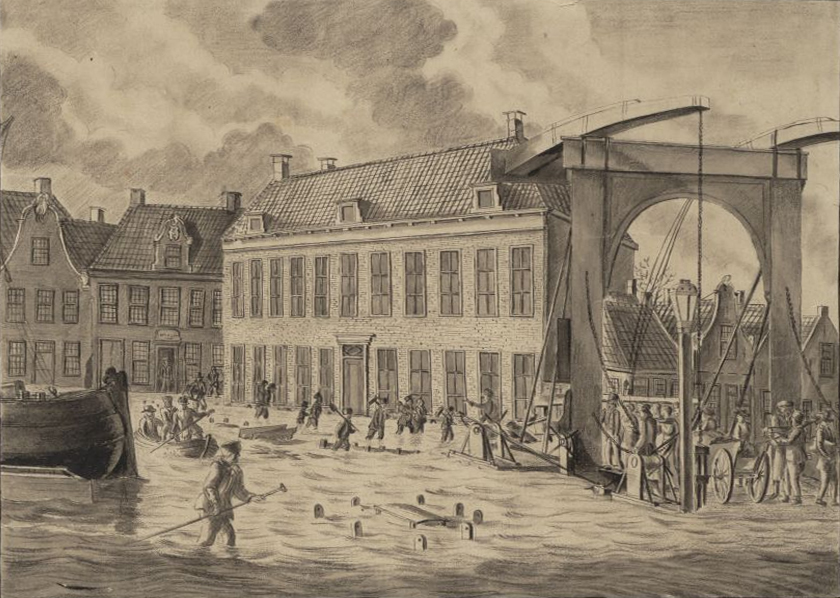
De overstroming van 1825 in Lemmer met op de achtergrond de herberg De Wildeman
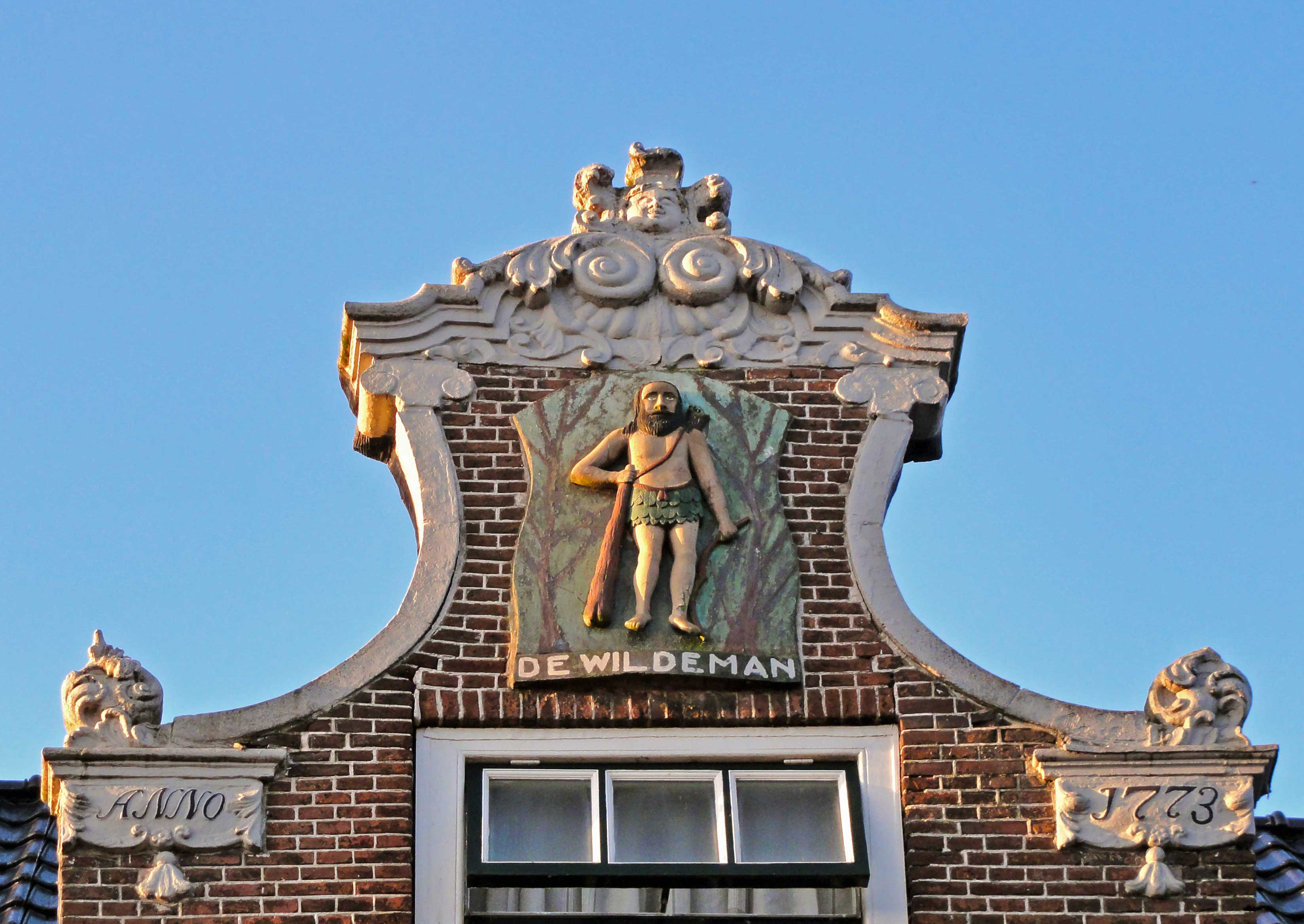
Topgevel met jaartal en afbeelding van een wildeman